# Lange Gasse 27 (Quedlinburg)

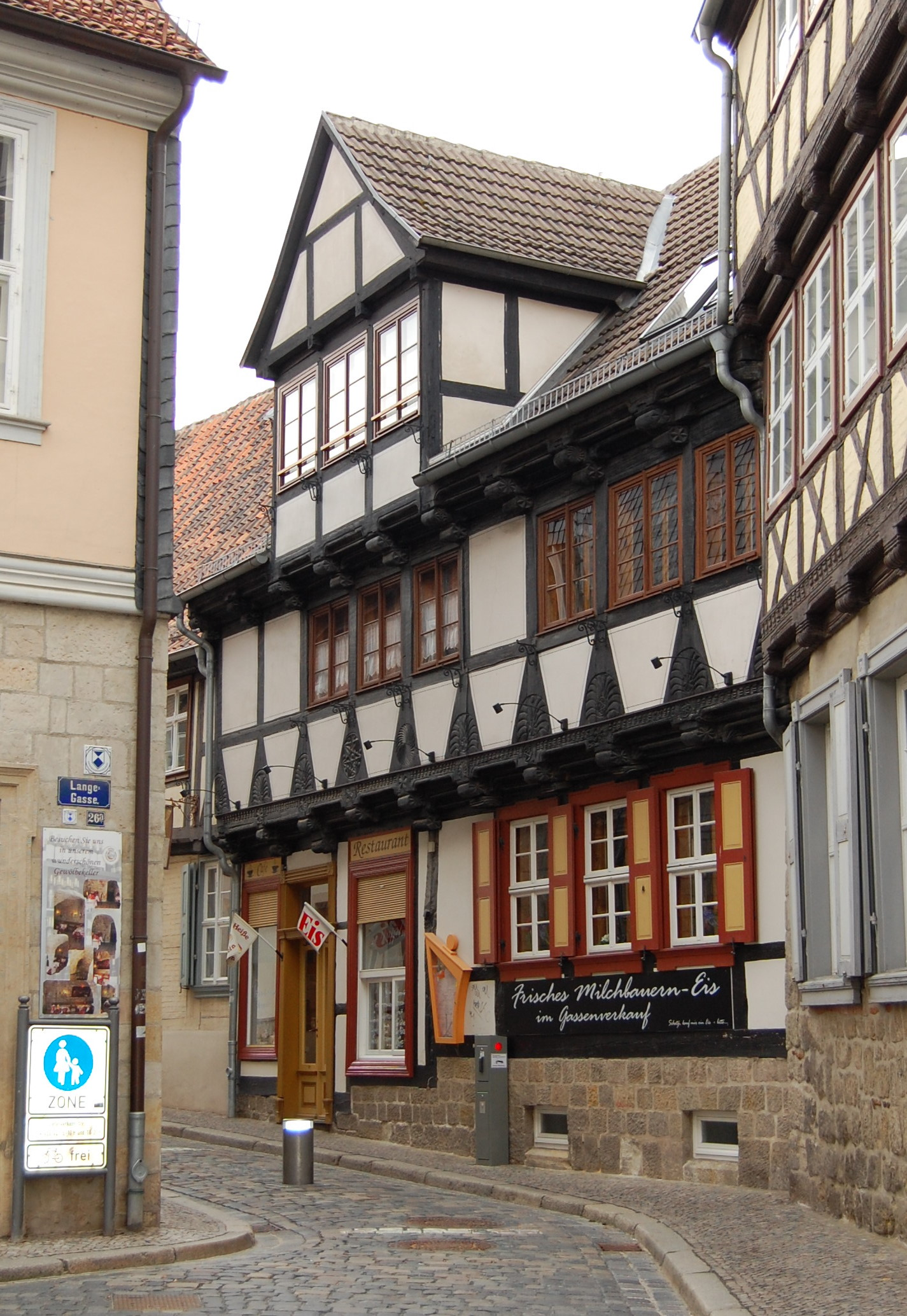
Haus Lange Gasse 27

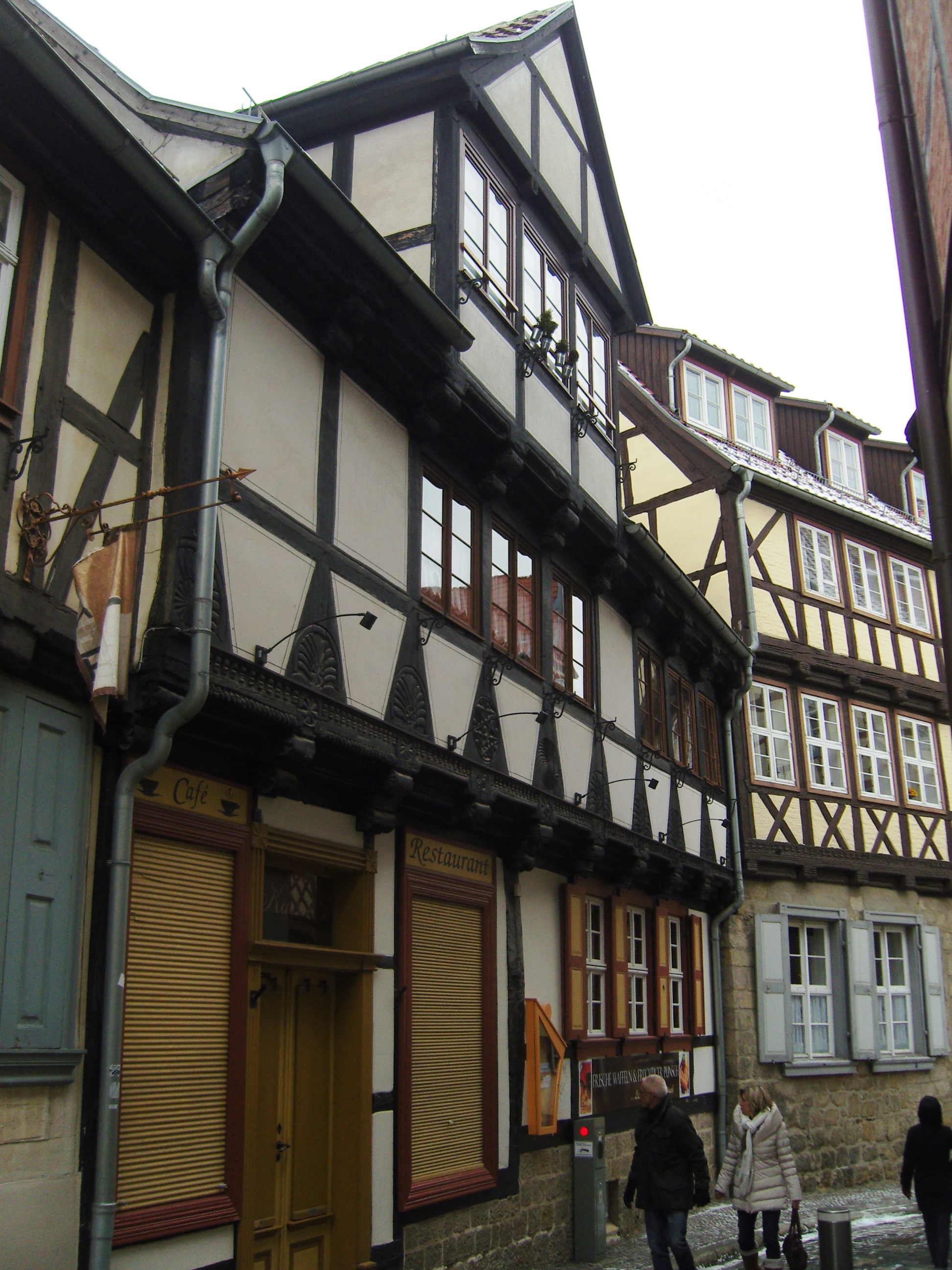
Haus Langen Gasse 27 (gegenüberliegende Seite)

Das Haus Lange Gasse 27 ist ein denkmalgeschütztes Gebäude in der Stadt Quedlinburg in Sachsen-Anhalt.

## Lage
Es befindet sich nördlich des Quedlinburger Schloßbergs und gehört zum UNESCO-Weltkulturerbe.

## Architektur und Geschichte
Das zweigeschossige Fachwerkhaus entstand in der Zeit um 1600. Die Fachwerkfassade verfügt über eine reich profilierte Schwelle mit Konsolfries. Die Fußwinkelhölzer sind mit einem Fächer-Hexagramm und Wirbelrosetten verziert. Füllhölzer des Fachwerks sind nach außen gekehlt. Das auf dem Haus befindliche Zwerchhaus wurde erst zu einem späteren Zeitpunkt hinzugefügt.
Um 1850 wurde in das Erdgeschoss ein Ladengeschäft eingebaut.
1985 wurde das Gebäude in massiver Bauweise neu errichtet, wobei die vorgeblendete Fassade erhalten blieb.
Zum Grundstück gehört auch ein um 1800 in Fachwerkbauweise errichteter Speicher. Er verfügt über Bruchsteinausmauerungen und ist mit Lehm verputzt.